# Partit Social Demòcrata Foral
El Partit Social Demòcrata Foral va ser un partit polític espanyol d'àmbit regional navarrès actiu durant la Transició.
Va ser creat en l'estiu de 1976 per Jaime Ignacio del Burgo a partir de dues associacions preexistents, Causa Ciudadana i Acción Social Democrática, i inscrit en el registre de partits polítics del Ministeri de l'Interior el 21 de febrer de 1977, presentant-se en societat al març d'aquest any. Formaven el seu comitè executiu Jaime Ignacio del Burgo, president, Juan Cruz Alli, Javier Hervada, Marisa Abril i Jesús Tanco. Un altre militant que posteriorment assoliria renom va ser Javier Gómara.
El PSDF era membre federat del Partit Social Demòcrata de Francisco Fernández Ordóñez i Rafael Arias Salgado va constituir a Navarra, juntament amb el Partit Demòcrata Liberal de Jesús Aizpún la coalició Unió de Centre Democràtic, que es va presentar a les eleccions generals de 1977 obtenint tres escons i tres senadors (entre ells, el president del partit, Del Burgo). En transformar-se la UCD en partit polític en 1978, el PSDF va desaparèixer.